# 1. hrvatski građanski športski klub Zagreb
Prvi hrvatski građanski športski klub, poznatiji samo kao Građanski, bio je nogometni klub u Zagrebu. Osnovan je 26. travnja 1911. godine. Za prvog predsjednika kluba izabran je Andrija Mutafelija. Boja dresova bila je plava, a nadimak kluba Purgeri. Osim nogometne, imao je selekcije za biciklizam i rukomet.
Građanski je bio jedan od najboljih nogometnih klubova u Kraljevini Jugoslaviji. Osvojio je najviše jugoslavenskih nogometnih prvenstava, njih pet, te je uz BSK bio najuspješnija momčad u državi. Građanski je osvojio i prvenstvo Banovine Hrvatske te dva prvenstva Nezavisne Države Hrvatske.
Godine 1945. odlukom novih komunističkih vlasti klub je ukinut zbog sudjelovanja u prvenstvu NDH zajedno s prijeratnim trofejnim hrvatskim nogometnim klubovima HAŠK-om i Concordijom. Zadnju utakmicu odigrao je 10. travnja 1945. protiv HAŠK-a. U lipnju iste godine je osnovan nogometni klub Dinamo koji se smatra sljednikom Građanskog, a od 2011. godine nosi ime Građanski nogometni klub Dinamo Zagreb.
Klupska adresa 1925. bila je Margaretska ulica 6, sjeverno od Cvjetnog trga, a 1932. Dolac 8.

## Povijest
Građanski je osnovan u vrijeme kad je Hrvatska još bila dio Austro-Ugarske. Hrvati, nezadovoljni svojim statusom u Austro-Ugarskoj tražili su načine da izraze svoju želju za neovisnosti i svoje nacionalne osjećaje. Nogomet je bio jedan od načina. U proljeće 1911. po Zagrebu se pričalo da će se osnovati novi mađarski nogometni klub i da će biti član Mađarskog nogometnog saveza iako su svi zagrebački klubovi bili članovi Hrvatskog športskog saveza osnovanog 1909. Među mladim Hrvatima, zaljubljenicima u sport, jačala je ideja da se treba osnovati novi nogometni klub prije Mađara. 
Prvi hrvatski građanski športski klub Zagreb osnovao je 26. travnja 1911. Andrija Mutafelija sa skupinom svojih prijatelja u restauraciji Matković, u Frankopanskoj 8. Mutafelija je izabran za prvog predsjednika kluba. Popularni purgeri u dresovima plave svoj su uspon počeli na travnjaku na Tuškancu, a 1924. dobili su vlastito igralište pokraj današnjeg Autobusnog kolodvora u Zagrebu. Igralište je osobno otvorio vođa hrvatskog naroda, Stjepan Radić.
Klub je prvu utakmicu igrao protiv HAŠK-a. Mladi i neiskusni igrači izgubili su 5:1. Građanski je bio, može se tako reći, klub širokih slojeva, za razliku od HAŠK-a koji je ipak bio poglavito vezan uz Sveučilište i akademičare. Golemo je suparništvo vladalo između akademičara HAŠK-a, koji su igrali u crvenim majicama i purgera Građanskog, čija je osnovna boja bila plava. I haškovci i purgeri su bili složni u isticanju svoga hrvatstva. Osim gradskog derbija s HAŠK-om glavni rivali Građanskog u Kraljevini Jugoslaviji su bili beogradski BSK i splitski Hajduk.
Drugu utakmicu u klupskoj povijesti Građanski je odigrao 25. svibnja 1911. protiv Unitasa, kluba učenika Obrtne škole u Zagrebu koja je završila 2-2. Bio je to ujedno drugi javni nastup purgerskoga kluba, nepunih mjesec dana nakon konstituirajuće Skupštine. Purgeri su zaigrali u svojim tadašnjim prvim žuto-crvenim dresovima. Istrčali su u sastavu: Siebenschein, Rožić, Schiffer, Šicko, Leško, Benić, Horvat, Pogačić, Stary, Vrbanić, Šefranek.
Nakon završetka Prvog svjetskog rata nogometna sekcija Hrvatskog športskog saveza je 1919. godine organizirala gradsko prvenstvo. Službeni je naziv bio Drugo ratno prvenstvo grada Zagreba da bi tijekom natjecanja promijenilo naziv u Nogometno prvenstvo grada Zagreba. Nakon prvoga izdanja, koje je trajalo samo pet kola, u ovoj drugoj sezoni sudjelovalo je osam klubova. Građanski je bio prvak sa svih osam pobjeda. Plavi su u predzadnjem kolu nadigrali Croatiju s 11-0 pri čemu je čak šest golova postigao tadašnji igrač i trener purgera, Austrijanac Karl Heinlein.
Građanski je pobjedom u finalu protiv Penkale osvojio Kup Zagrebačkoga nogometnog podsaveza 1923. godine. Purgeri su pobijedili sa 6-1, trostruki je strijelac bio Franz Mantler, po jedan su gol dodali Emil Perška, Stjepan Pasinek i Vjekoslav Mesić.
Na međunarodnom planu Građanski je postigao zapažene rezultate na turneji po Španjolskoj 1923. godine gdje je pobijedio Barcelonu i Atletic Bilbao.
Prvi sportski prijenos u Hrvatskoj dogodio se 17. srpnja 1927. kada je godinu dana ranije osnovani Radio Zagreb prenosio utakmicu finala između Građanskog i HAŠK-a za Balokovićev pokal. Cijelu utakmicu s igrališta Građanskog preko radija je prenosio Vilim Brkić. Građanski je pobijedio HAŠK s 4:2.
Brazilska reprezentacija je 1934. godine gostovala u Zagrebu sa slavnim Leonidasom, tada jednim od najboljih igrača svijeta. Neposredno nakon Svjetskog prvenstva 1934. godine u Italiji carioce su svratili u Zagreb na prijateljsku utakmicu protiv Građanskog. Zagrebački su mediji tada pisali da je grad zahvatila „brazilska groznica“. Utakmica je bila predviđena za 6. lipnja 1934. I baš kad je trebao uslijediti spektakl, na Zagreb se sručilo jako nevrijeme s grmljavinom. Termin je odgođen za sljedeći dan, četvrtak, 7. lipnja u 21 sat. Bila je to noćna utakmica na igralištu Concordije u Kranjčevićevoj. Dvoboj je bio atraktivan, dopadljiv, Brazilci su, zajedno s Leonidasom, predstavili svoju nogometnu rapsodiju, razgalili gledatelje igrom i vickastim potezima, ali rezultat je ipak bio 0:0. Bila je to druga velika noćna utakmica u Zagrebu. Premijera je zaživjela 1931., u dvoboju gradskih reprezentacija Zagreba i Madrida, također u Kranjčevićevoj.
Zagreb je pao u delirij oduševljenja kad su purgeri 17. svibnja 1936. s 5:1 svladali jedan od najpoznatijih europskih nogometnih klubova Liverpool, do tada četverostrukog prvaka Engleske koji do tada nikad nije izgubio utakmicu na Kontinentu. Kako tada nije bilo europskih klupskih natjecanja takve prijateljske utakmice imale su natjecateljski karakter i određivale su ugled pojedinih europskih momčadi. Igralo se na Igralištu Građanskog na Trnju, a interes publike bio je iznimno velik. Novine su izvijestile da je prikazan izvrstan nogomet. Glaser je kolosalno branio, a Franjo Wölfl, Lešnik, Antolković i drugi pružili su predstavu za pamćenje. 
Slavni Englezi u čijem je sastavu igrao i legendarni Matt Busby primili su pet, a dali samo jedan pogodak. Zagrebački plavi koji su do tada bili tri puta prvaci države sljedeće su godine osvojili i četvrti naslov. Nastup Građanskog toliko je zainteresirao Engleze da je još iste godine uslijedio poziv za oglede na Otoku. Na stadionu je bilo oko 12 000 gledatelja, a mnogo navijača je stiglo organiziranim autobusnim prijevozom iz Varaždina, Karlovca, Križevaca, Koprivnice, Siska, Sušaka, Ogulina, Bjelovara i Slavonskog Broda.
Poslije pobjede nad BSK-om usred Beograda, 15 000 navijača na rukama je igrače Građanskog odnijelo sa Željezničkog kolodvora pred Banske Dvore.
Nakon senzacionalne pobjede nad Liverpoolom Građanski je u studenom 1936. otišao na turneju po Engleskoj. Na toj turneji odigrali su plavi 5 utakmica. Prvo su sredinom studenog u Liverpoolu izgubili s 1:4, zatim protiv Doncaster Roversa 4:6, pa veliki rezultat protiv Heartsa (4:4) u Edinburghu. Uslijedio je još jedan poraz protiv Wolverhamptona (2:4) i naposljetku u Londonu nezasluženi poraz protiv West Ham Uniteda (0:1). Engleski su listovi hvalili igru purgera, istakli da je Građanski igrao tipičnu englesku igru u WM sistemu.
U Zagrebu je u svibnju 1937. godine gostovao londonski Chelsea i donekle se purgerima revanširao u ime Liverpoola. Godinu ranije Građanski je svladao momčad Liverpoola s 5-1, no ovom su prilikom slavili – Englezi. Društvo iz Londona pobijedilo je s 1-0 u utakmici u kojoj je Građanski, unatoč porazu, igrao vrlo dobro i stvarao prilike. Zanimljivo je da je utakmicu u Zagrebu sudio tada poznati engleski djelitelj pravde Walter Lewington. Nogometaši Chelseaja odsjeli su u hotelu Esplanade, došli su dva dana prije utakmice, trenirali na igralištu Građanskog, čak organizirali i dva izleta u zagrebačku okolicu. Utakmica je odigrana u četvrtak, između dva završna vikenda u državnom prvenstvu. Građanski je u tom trenutku već i matematički osigurao naslov prvaka, a tom prilikom zagrebačkoj je publici predstavio i veliko pojačanje, proslavljenoga vratara reprezentacije, Franju Glasera, koji je dotad nastupao za velikoga rivala purgera, beogradski BSK.
Građanski je 30. svibnja 1937. proslavio naslov prvaka na utakmici protiv Hajduka u Zagrebu dvoboju zadnjega kola pri čemu su Splićani izborili bod odigravši 1-1 i time osvojili drugo mjesto. Purgeri su dvobojem protiv Hajduka zaključili slavljeničku sezonu u kojoj su pokal osigurali još ranije, pobjedom protiv izravnoga konkurenta, BSK-a u Beogradu s čak s 4-0, nakon čega su, dva kola prije kraja, pobjegli na nedostižnu prednost. Građanski je bio prvak sa sedam bodova više od konkurencije, dok su jednak bodovni učinak imali Hajduk i beogradski dvojac BSK i Jugoslavija. Mrežu bijelih načeo je August Lešnik nakon što mu je loptu servirao Milan Antolković. Izjednačio je Leo Lemešić iz 11-erca nakon što je lopta u kaznenom prostoru pogodila ruku braniča purgera, Bernarda Bendu Hügla.
Građanski je 4. srpnja 1937. godine u Zagrebu pobijedio talijanski Juventus s 3:0, i to samo tjedan dana nakon što su ih svladali i u prijateljskoj utakmici u Beogradu s 1:0. Plavi su tada pobijedili Talijane pogotkom Augusta Lešnika u 85. minuti. Štoviše, bio je to okršaj tada aktualnoga državnog prvaka Građanskog i Juventusa koji je upravo u prvoj polovici 1930-ih nanizao čak pet uzastopnih naslova prvaka Italije. Kroničar Jerko Šimić tada pisao: "U nedjelju su čudo od vratara Franjo Glaser skupa s ‘divovima’ Hüglom i Beloševićem pobijedili najbolju momčad koja je ikad igrala na zagrebačkom terenu, najboljeg predstavnika one zemlje koja se krasi s naslovom najboljih nogometaša na svijetu." Italija je tada bila aktualni svjetski prvak s čak devetoricom igrača Juventusa, a isti uspjeh je ponovila i 1938. godine. Na toj utakmici je Branko Pleše postigao gol izravno iz kornera prevarivši vratara Amorettija.
Godine 1938. Građanski je u dva i pol tjedna razmaka pobijedio oba milanska diva: i Inter u Milanu i Milan u Zagrebu. Pobjeda u Milanu imala je snažan odjek. Dva i pol tjedna nakon što su purgeri svladali Inter u gostima u spektakularnoj utakmici s 4-3, dogovoren je i novi ogled s Milanezima. Ali, ne s Interom već s gradskim suparnikom Milanom. I ne u Milanu nego u Zagrebu. A, i ovaj su put bolji bili purgeri. Građanski je svladao Milan s 2-1 golovima Augusta Lešnika i Franje Wölfla.
U sezoni 1940. Građanski je postao dvostruki prvak. U okršaju zadnjega kola u Beogradu purgeri su pobijedili staroga rivala, domaću Jugoslaviju, s 2:1 i osvojili svoj peti naslov prvaka u tadašnjoj Kraljevini. Bila je to sezona u kojoj je Građanski, zapravo, bio dvostruki prvak: nakon osvojenoga prvoga mjesta u Hrvatsko-slovenskoj ligi, koja je bila kvalifikacijska skupina za državno prvenstvo, purgeri su se okitili i naslovom najbolje momčadi u cijeloj Jugoslaviji. Zanimljivo je da Građanski u državnoj ligi nije izgubio niti bod u gostima i da je u gostima osvojio više bodova nego njegovi rivali Jugoslavija, Hajduk i HAŠK – zajedno.
Građanski je 1944. godine u prijateljskoj utakmici u Budimpešti svladao Nagyvarad, aktualnog prvaka Mađarske, u to vrijeme jedne od najboljih liga u Europi. Sučelili su se na stadionu Ferencvarosa u Budimpešti. Nagyvarad i Gradjanski u toj su, 1944. godini odigrali čak četiri međusobne utakmice. Purgeri su pobijedili u dvjema utakmicama u Zagrebu s 2-0 i 1-0, dok je u Nagyvaradu, u prijevodu u Velikom Varadinu, bilo 1-1. A onda su plavi torpedirali suparnika usred Budimpešte. Trostruki je strijelac bio August Lešnik, a jednom je mrežu zatresao Antun Lokošek. Za purgere je i u toj utakmici blistao kasnija zvijezda svjetskoga nogometa, Stjepan Bobek. Nagyvarad je danas grad u sastavu Rumunjske i ime mu je Oradea. Momčad Gradjanskog tada je, prema mnogim tumačenjima, bila najsnažnija u svojoj povijesti i, sukladno potencijalu, dosezala europske visine.
Do 1945. Građanski je najpopularniji i najtrofejniji zagrebački nogometni klub koji je osvajao prvenstva Kraljevine Jugoslavije: 1923., 1926., 1928., 1937., 1940. te prvenstvo Hrvatske 1943. godine. Na međunarodnom planu postigao je zapažene rezultate na turneji po Španjolskoj 1923. (pobjede nad Barcelonom i Atletic Bilbaom) te pobjedama nad vodećim austrijskim i mađarskim klubovima. Na turneji u Engleskoj 1936. osvojili su tadašnji moderni WM-sustav igre koji se igra u izrazito napadačkoj formaciji 4–2–4. 
Svaka generacija imala je niz izvrsnih nogometaša i reprezentativaca (Babić, Vrđuka, Perška, Mihelčič, Živković, Šipoš) ali najpoznatiji je sastav iz 1940-ih (Glaser, Brozović, Dubac, Pleše, Jazbinšek, Lechner, Cimermančić, Wölfl, Lešnik, Antolković, Kokotović). 
Za nastupa u jugoslavenskom prvenstvu 1923-40. momčad su vodili isključivo strani treneri: Englezi Artur Gaskhell, Robert Haftl, James Donelly, Mađari Imre Poszony, Giury Molnár, Márton Bukovi, Austrijanac Joseph Brandstätter. Prvotno su se koristili igralištima u Tuškancu, na Martinovki i na Kanalu do izgradnje vlastitog igrališta na Koturaškoj cesti, koje je 1924. svečano otvorio Stjepan Radić. Formalno je prestao djelovati 1945., a većina igrača pristupila je novoosnovanom Dinamu, koji je nastavljač tradicije zagrebačkih "purgera".
Posljednju utakmicu Građanski je odigrao 1. svibnja 1945. protiv Radničkog predstavništva pobijedivši s 4:0. 
Komunistička je vlast jednostranim dekretom ukinula imena slavnih nogometnih klubova, a time i zagrebačku nogometnu tradiciju. Građanski, Concordija i HAŠK bili su prvaci Kraljevine Jugoslavije, a nastupali su u nogometnom prvenstvu Nezavisne Države Hrvatske do posljednjeg dana. Jednostranim dekretom komunista 1945. klub se gasi i pali se njegova arhiva zbog navodne suradnje s NDH.
Mnogi su najbolji igrači poput Stjepana Bobeka, Franje Šoštarića, Branka Zebeca, Franje Glasera, Florijana Matekala te Zlatka Čajkovskog morali otići u Beograd igrati za novoosnovani Partizan.
Dostojan nasljednik stare slave postao je Dinamo koji je u plavoj boji Građanskog nastavio nizati nove pobjede.
Nogometni klub Dinamo osnovan je 9. lipnja 1945. godine. Dinamo je od Građanskog preuzeo plavu boju dresova, većinu igrača, navijače te nadimak purgeri, a i grb kluba je napravljen po uzoru na grb Građanskog.
Dinamo sebe smatra sljednikom Građanskog tako da je današnje ime usvojeno na sjednici skupštine kluba 12. travnja 2011. godine kada je ime Nogometni klub Dinamo Zagreb promijenjeno u Građanski nogometni klub Dinamo Zagreb.
Kada je Dinamo osvojio svoj prvi naslov prvaka 1948. najbolji strijelci kluba su bili bivši igrači Građanskog Franjo Wölfl i Zvonimir Cimermančić.
Zanimljivo je da su treneri Dinama od 1945. do 1972. bili mahom bivši igrači i treneri Građanskog: Márton Bukovi, Mirko Kokotović, Bernard Hügl, Milan Antolković, Ivan Jazbinšek, Gustav Lechner, Branko Zebec i Stjepan Bobek.
Ivan Jazbinšek osvojio je s Dinamom prvo kao igrač prvenstvo 1948., a potom kao trener prvenstvo 1954. godine, a Gustav Lechner je kao trener Dinama osvojio prvenstvo 1958. godine.
Branko Zebec je doveo Dinamo do završnice Kupa velesajamskih gradova 1967. godine, najvećeg uspjeha hrvatskog klupskog nogometa.

## Uspjesi

### Nacionalna prvenstva
- Prvenstvo Kraljevine Jugoslavije: 5

1923., 1926., 1928., 1936./37., 1939./40.
- Prvenstvo Banovine Hrvatske: 1

1940.
- Prvenstvo Nezavisne Države Hrvatske: 2

1941., 1943.

### Nacionalni kupovi
- Kup Zagrebačkog nogometnog podsaveza: 2

1923., 1934.
- Balokovićev pokal: 2

1927., 1928.
- Zimski kup: 3

1935., 1936., 1938.
- Hrvatski zlatni pokal: 1

1941.

### Regionalna prvenstva
- Prvenstvo Zagrebačkog nogometnog podsaveza: 9

1919., 1920., 1923., 1923./24., 1924./25., 1925./26., 1927./28., 1942./43., 1943./44.
- Nogometno prvenstvo grada Zagreba: 1

1918./19.

### Europska natjecanja
- Srednjoeuropski kup

1940. Polufinale

## Momčadi prvaka
Slijede momčadi prvaka za svaku sezonu u klupskoj povijesti osim onih u kojima je Građanski bio prvak Prvenstva Zagrebačkog nogometnog podsaveza, no nije bio prvak države. Također ne uključuje podatke za Prvenstvo Hrvatske i Slavonije, Ratno prvenstvo grada Zagreba, Prvenstvo grada Zagreba, Prvenstvo Zagrebačkog nogometnog dosaveza. Iza imena svakog igrača naveden je broj njegovih ligaških nastupa i pogodaka za tu sezonu.
- Građanski, prvak u sezoni 1923.
- Građanski, prvak u sezoni 1926.
- Građanski, prvak u sezoni 1936./37.

| Sezona    | Igrači | Trener             | Najbolji strijelac  | Napomena | Izvor  |
| --------- | --- | ------------------ | ------------------- | --- | ------ |
| 1923.     | Franjo Mantler (7/9), Dragutin Babić (7/3), Viktor Götz (7/2), Antun Pavleković (7/2), Fritz Ferderber (7/1), Rudolf Rupec (7/1), Dragutin Vrđuka (7/1), Stjepan Pasinek (6/4), Dragutin Vragović (6/3), Emil Perška (6/2), Jaroslav Šifer (5), Dragutin Bažant (2), Hugo Kinert (1/1), Marijan Golner (1), Dušan Pejnović (1) | Arthur Gaskell     | Franjo Mantler (9)  | Broj nastupa i postignutih pogodaka uključuje utakmice Prvenstva Kraljevine Srba, Hrvata i Slovenaca 1923. i Prvenstva Zagrebačkog nogometnog podsaveza 1923. Građanski je osvojio oba natjecanja.     | [ 17 ] |
| 1926.     | Franjo Giller (13/18), Dragutin Vragović (13/6), Gustav Remec (13), Franjo Mantler (12/12), Emil Perška (12/9), Maksimilijan Mihelčič (12), Rudolf Hitrec (10/4), Géza Ábrahám (8/9), Ivan Ivančić (8), Stjepan Pasinek (7/7), Luka Vidnjević (7/1), Zvonimir Artl (7), Eugen Dasović (5/2), Rudolf Rupec (5), Miroslav Arnold (3/1), Dragutin Babić (3), Antun Pavleković (2/2), „Očić” (2), Josip Polić (2), „Potocki” (1/4), „Galović” (1), „Gjurgjan” (1), Vladimir Kokotović (1), Đuro Petermanec (1), Šloser Stanković (1), Ljubomir Štampfl (1), Vilim Vokaun (1), Vilim Witte (1) | Imre Poszony       | Franjo Giller (18)  | Broj nastupa i postignutih pogodaka uključuje utakmice Prvenstva Kraljevine Srba, Hrvata i Slovenaca 1926. i Prvenstva Zagrebačkog nogometnog podsaveza 1925./26. Građanski je osvojio oba natjecanja. | [ 18 ] |
| 1928.     | Slavin Cindrić (19/28), Franjo Mantler (19), Rudolf Hitrec (18), Viktor Pikić (17/1), Maksimilijan Mihelčič (17), Nikola Babić (16/11), Emil Perška (16/5), Zvonimir Stanković (15/3), Dragutin Babić (13/11), Zvonimir Gmajnički (12), Stjepan Pasinek (8/10), Mato Mekić (7), Gustav Remec (7), Franjo Giler (5/2), Ivan Ivančić (4/2), „Bugar” (3), Dragutin Bratulić (2), Mirko Korošec (2), Stanislav Kreč (2), Đuro Petermanec (2), Anton Gumhalter (1), Franjo Kovačić (1), Rudolf Kralj (1), Hermenegildo Kranjc (1), Alfons Pažur (1)                                            | Josef Brandstätter | Slavin Cindrić (28) | Broj nastupa i postignutih pogodaka uključuje utakmice Prvenstva Jugoslavije 1928. i Prvenstva Zagrebačkog nogometnog podsaveza 1927./28. Građanski je osvojio oba natjecanja.                         | [ 19 ] |
| 1936./37. | Emil Urch (18), Branko Pleše (17/11), Mirko Kokotović (17/2), Ivan Jazbinšek (17), Josip Kovačević (16), August Lešnik (15/16), Bernard Hügl (15), Ivica Medarić (14/7), Svetozar Đanić (13/4), Milan Antolković (12/7), August Bivec (11), Miroslav Brozović (10/2), Franjo Cesarec (7), Antun Pogačnik (5), August Jutt (3), Marko Rajković (3), Idriz Lađarević (2), Boris Župančić (2), Dragutin Košutić (1) | Márton Bukovi      | August Lešnik (16)  | | [ 20 ] |
| 1939./40. | August Lešnik (28/40), Ivan Jazbinšek (26), Franjo Wölfl (24/25), Florijan Matekalo (23/10), Zvonimir Cimermančić (22/11), Milan Antolković (22/8), Franjo Glaser (22/1), Ivan Belošević (21), Mirko Kokotović (20/2), Miroslav Brozović (20/1), August Jutt (19), Svetozar Đanić (15/8), Drago Žalant (15/5), Ivan Šuprina (15), Bernard Hügl (6), Emil Urch (5), Branko Pleše (3/2), Vladimir Cingula (1), Marjan Peštaj (1) | Márton Bukovi      | August Lešnik (40)  | Broj nastupa i postignutih pogodaka uključuje utakmice Hrvatsko-slovenske lige 1939./40. i Prvenstva Jugoslavije 1939./40. Građanski je osvojio oba natjecanja.                                        | [ 21 ] |
| 1941.     | |                    |                     | Nedostaju podatci o imenima igrača, broju nastupa i pogodaka |        |
| 1943.     | Zvonimir Cimermančić (22/18), Ernest Dubac (22/2), Miroslav Brozović (22/1), Mirko Kokotović (21/6), Ivan Jazbinšek (21/1), August Lešnik (20/28), Franjo Glaser (20), Gustav Lechner (20), Milan Antolković (18/9), Franjo Wölfl (17/31), Branko Pleše (13/1), Ivica Reiss (12/6), Vlado Zajec (5), Franjo Šoštarić (2), Zvonko Canjuga (2), „Vidović” (2) | Márton Bukovi      | Franjo Wölfl (31)   | | [ 22 ] |

## Treneri
- Milan Graf, 1918. – 1919.
- Karl Heinlein, 1919. – 1921.
- Arthur Gaskell, 1921. – 1924.
- Richard Kohn, 1924. – 1925.
- Imre Pozsonyi, 1925. – 1926.
- Josef Brandstetter, 1926. – 1929.
- Johann Strnad, 1930. – 1931.
- Robert Haftl, 1931. – 1932.
- Giury Molnár, 1932. – 1933.
- James Donnelly, 1933. – 1935.
- Hans Ringer, 1935. – 1936.
- Márton Bukovi, 1936. – 1945.

## Predsjednici
- Andrija Mutafelija 1911. – 1914.
- Artur Weintraub
- Hinko Rosenberg-Rožić, 1918. – 1919.
- Alfred Šalek, 1919. – 1920.
- Franjo Horvat, 1923. – 1924.
- Leonard Grivičić, 1924. – 1925.
- Vladimir Weiller, ? – 1933.
- Željko Berger, 1933.
- Vladimir Premrou, 1934. – 1936.
- Josip Torbar, 1936. – 1941.

## Poznati igrači
| - Milan Antolković - Stjepan Bobek - Miroslav Brozović - Zvonimir Cimermančić |  | - Ernest Dubac - Franjo Glaser - Ivan Jazbinšek - Mirko Kokotović |  | - Gustav Lechner - August Lešnik - Maksimilijan Mihelčič - Florijan Matekalo |  | - Emil Perška - Dragutin Vrđuka - Aleksandar Živković - Franjo Wölfl |

## Vječni derbi
Vječni derbi hrvatskog nogometa između splitskog Hajduka i zagrebačkog Dinama je najveće i najznačajnije suparništvo između dvaju klubova u Hrvatskoj. 
Suparništvo splitskih bilih i zagrebačkih plavih traje od 1913. godine kada su Hajduk i Građanski odigrali prvu utakmicu.
U Zagrebu 23. ožujka 1913. godine na Uskrs odigrana je prva utakmica između Građanskog i Hajduka. Na igralištu Maksimir, Građanski je svladao Hajduk s 3:2, tim rezultatom započelo je rivalstvo, koje traje sve do današnjih dana.
U pismu posebnog izvjestitelja s utakmice koje je stiglo u uredništvo lista Sloboda u Split se ističe: "Zagreb je Hajduka izvanredno primio, a publika nam je bila više nego blagonaklona."
U nastavku, citiraju zagrebačke novine o utakmicama Hajduka u Zagrebu. Tako 'Novosti' pišu: "Hajduk je najbolja primorska momčad, a očevidno se nije snašla na utakmici na Uskrs, pa tako imamo tumačiti nezaslužen poraz sa HGŠK. Hajduk ima izvanredno agilne momke, pune ambicije, pa će nedvojbeno još daleko dotjerati." Još jedne zagrebačke novine, 'Obzor' pišu: "Igra Hajduka svježa i temperamentna. Sastav momčadi dobar, a umor od puta razlogom što Hajduk prvog dana podliježe sa 3:2, premda je u prvom poluvremenu vodio igru 2:0."
Samo godinu dana kasnije, zbog dolaska do Prvog svjetskog rata, obustavila se sva sportska djelatnost. Na drugu međusobnu utakmicu trebalo je pričekati čak šest godina, u novoj državi, Kraljevini Jugoslaviji, Hajduk je u svibnju 1919. godine ponovno doputovao u Zagreb na sraz s 'plavima'. 
Građanski i Hajduk su odigrali 27 derbija, a Građanski je ostvario 10 pobjeda, dok je Hajduk pobijedio 8 puta. 
Posljednja utakmica je odigrana 1941. prije obustave rada Hajduka zbog talijanske okupacije Splita, a nakon Drugog svjetskog rata staro suparništvo dva kluba su nastavili Dinamo i Hajduk.
| Utakmice | Pobjeda Građanskog | Neriješeno | Pobjeda Hajduka | Pogodci Građanskog | Pogodci Hajduka |
| -------- | ------------------ | ---------- | --------------- | ------------------ | --------------- |
| 27       | 10                 | 9          | 8               | 49                 | 45              |

## Rezultati po natjecanjima
(popis nepotpun)

### Prvenstvo Hrvatske i Slavonije
| Sezona    | Natjecanje                     | Broj momčadi | Mjesto  | Sus. | Pob. | Neo. | Por. | Po.p. | Pr.p. | Bod. |
| --------- | ------------------------------ | ------------ | ------- | ---- | ---- | ---- | ---- | ----- | ----- | ---- |
| 1912./13. | Prvenstvo Hrvatske i Slavonije | 6            | 3.      | 7    | 2    | 1    | 4    | 9     | 25    | 5    |
| 1913./14. | Prvenstvo Hrvatske i Slavonije | 8            | odustao | 1    | 0    | 0    | 1    | 2     | 3     | 0    |

### Prvenstvo Zagreba
| Sezona    | Natjecanje                    | Broj momčadi | Mjesto | Sus. | Pob. | Neo. | Por. | Po.p. | Pr.p. | Bod. |
| --------- | ----------------------------- | ------------ | ------ | ---- | ---- | ---- | ---- | ----- | ----- | ---- |
| 1918. (1) | Prvenstvo Zagreba             | 6            | 2.     | 5    | 4    | 1    | 0    | 28    | 4     | 9    |
| 1918. (2) | Prvenstvo Zagreba (Liga)      | 5            | 1.     | 3    | 3    | 0    | 0    | 11    | 4     | 6    |
| 1918. (2) | Prvenstvo Zagreba (Završnica) | 2            | 1.     | 1    | 1    | 0    | 0    | 2     | 0     | 2    |
| 1918./19. | Prvenstvo Zagreba             | 5            | 1.     | 8    | 8    | 0    | 0    | 37    | 5     | 16 * |

- U učinku sezone 1918./19. zbrojen je i učinak ligaškog dijela iz Drugog ratnog prvenstva grada Zagreba 1918.

### Prvenstva u Kraljevini Jugoslaviji (SHS)
| Sezona    | Natjecanje                   | Broj momčadi | Mjesto                 | Sus. | Pob. | Neo. | Por. | Po.p. | Pr.p. | Bod. |
| --------- | ---------------------------- | ------------ | ---------------------- | ---- | ---- | ---- | ---- | ----- | ----- | ---- |
| 1919.     | I. razred ZNP-a              | 7            | 1.                     | 12   | 11   | 1    | 0    | 51    | 8     | 23   |
| 1920.     | I. razred ZNP-a              | 7            | 1.                     | 6    | 5    | 1    | 0    | 20    | 3     | 11   |
| 1921.     | I. razred ZNP-a              | 8            |                        | 14   | 11   | 1    | 2    | 73    | 11    | 23   |
| 1921./22. | I. razred ZNP-a              | 8            | 3.                     | 14   | 11   | 1    | 2    | 95    | 9     | 23   |
| 1923.     | I.A razred ZNP-a             | 5            | 1.                     | 4    | 4    | 0    | 0    | 22    | 1     | 8    |
| 1923.     | Prvenstvo JNS-a              | 6            | 1.                     | 3    | 2    | 1    | 0    | 7     | 4     | 5    |
| 1923./24. | I.A razred ZNP-a             | 5            | 1.                     | 8    | 8    | 0    | 0    | 48    | 4     | 16   |
| 1924.     | Prvenstvo JNS-a              | 7            | četvrtzavršnica        | 2    | 0    | 1    | 1    | 4     | 9     | 1    |
| 1924./25. | I. razred ZNP-a (liga)       | 5            | 1.                     | 8    | 8    | 0    | 0    | 35    | 6     | 16   |
| 1924./25. | Završnica prvenstva ZNP-a    | 2            | 1.                     | 1    | 1    | 0    | 0    | 10    | 1     | 2    |
| 1925.     | Prvenstvo JNS-a              | 7            | 2.                     | 3    | 2    | 0    | 1    | 11    | 3     | 4    |
| 1925./26. | I. razred ZNP-a              | 6            | 1.                     | 10   | 8    | 1    | 1    | 53    | 16    | 17   |
| 1925./26. | Završnica prvenstva ZNP-a    | 2            | 1.                     | 1    | 1    | 0    | 0    | 11    | 0     | 2    |
| 1926.     | Prvenstvo JNS-a              | 6            | 1.                     | 3    | 3    | 0    | 0    | 16    | 2     | 6    |
| 1926./27. | I. razred ZNP-a              | 6            | 2.                     | 10   | 5    | 1    | 4    | 21    | 15    | 11   |
| 1927.     | Prvenstvo JNS-a              | 6            | ispao u prednatjecanju | 1    | 0    | 0    | 1    | 0     | 5     | 0    |
| 1927./28. | I. razred ZNP-a              |              | 1.                     | 13   | 10   | 1    | 2    | 53    | 22    | 21   |
| 1928.     | Prvenstvo JNS-a              | 6            | 1.                     | 5    | 4    | 1    | 0    | 12    | 3     | 9    |
| 1928./29. | I. razred ZNP-a              | 8            | 2.                     | 14   | 12   | 0    | 2    | 62    | 16    | 24   |
| 1929.     | Prvenstvo JNS-a              | 5            | 5.                     | 8    | 1    | 1    | 6    | 8     | 24    | 3    |
| 1929./30. | I. razred ZNP-a              | 8            | 1.                     | 14   | 10   | 1    | 3    | 51    | 19    | 21   |
| 1930.     | Prvenstvo JNS-a              | 6            | nije se plasirao       |      |      |      |      |       |       |      |
| 1930./31. | I. razred ZNP-a              |              | 1.                     | 8    | 7    | 0    | 1    | 21    | 5     | 14   |
| 1930./31. | Prvenstvo JNS-a              | 6            | 3.                     | 10   | 4    | 2    | 4    | 10    | 10    | 10   |
| 1932.     | I. razred ZNP-a              | 6            |                        | 10   | 6    | 3    | 1    | 33    | 7     | 15   |
| 1931./32. | Prvenstvo JNS-a              | 8            | četvrtzavršnica        | 2    | 0    | 1    | 1    | 2     | 5     | 1    |
| 1932./33. | I. razred ZNP-a              | 6            | 2. (jesenski dio)      | 4    | 3    | 0    | 1    | 11    | 4     | 6    |
| 1932./33. | Prvenstvo JNS-a              | 11           | 6.                     | 20   | 10   | 1    | 9    | 32    | 32    | 21   |
| 1934./35. | Prvenstvo JNS-a              | 10           | 3.                     | 18   | 10   | 2    | 6    | 31    | 29    | 22   |
| 1935./36. | Prvenstvo JNS-a              |              |                        |      |      |      |      |       |       |      |
| 1936./37. | Prvenstvo JNS-a              | 10           | 1.                     | 18   | 12   | 4    | 2    | 50    | 16    | 28   |
| 1937./38. | Prvenstvo JNS-a              | 10           | 3.                     | 18   | 11   | 3    | 4    | 54    | 23    | 25   |
| 1938./39. | Prvenstvo JNS-a              | 12           | 2.                     | 22   | 14   | 4    | 4    | 53    | 17    | 32   |
| 1939./40. | Hrvatsko-slovensko prvenstvo | 10           | 1.                     | 18   | 16   | 1    | 1    | 91    | 6     | 33   |
| 1939./40. | Prvenstvo JNS-a              | 6            | 1.                     | 10   | 8    | 0    | 2    | 25    | 11    | 16   |
| 1940./41. | Prvenstvo Banovine Hrvatske  | 10           | 2.                     | 18   | 11   | 7    | 0    | 74    | 17    | 29   |

### Prvenstva u NDH
| Sezona    | Natjecanje              | Broj momčadi | Mjesto                    | Sus. | Pob. | Neo. | Por. | Po.p. | Pr.p. | Bod. |
| --------- | ----------------------- | ------------ | ------------------------- | ---- | ---- | ---- | ---- | ----- | ----- | ---- |
| 1941.     | Hrvatski državni razred | 9            | 1.                        | 8    | 7    | 0    | 1    | 41    | 10    | 14   |
| 1942.     | Hrvatski državni razred | 16           | 2.                        | 8    | 6    | 0    | 2    | 30    | 15    | 12   |
| 1942./43. | I. razred ZNP-a         | 8            | 1.                        | 14   | 13   | 0    | 1    | 70    | 10    | 26   |
| 1943.     | Hrvatski državni razred | 14           | 1.                        | 8    | 8    | 0    | 0    | 36    | 5     | 16   |
| 1943./44. | I. razred ZNP-a         | 8            | 1.                        | 14   | 10   | 4    | 0    | 53    | 10    | 24   |
| 1944.     | Hrvatski državni razred | 7            | 2. u poluzavršnoj skupini | 6    | 4    | 0    | 2    | 10    | 5     | 8    |
| 1945.     | I. razred ZNP-a         | 10           | nezavršeno prvenstvo      | 1    | 1    | 0    | 0    | 6     | 2     | 2    |

### Srednjoeuropski kup (Mitropa kup)
| Sezona | Natjecateljski krug       | Datum              | Domaći klub                         | Gostujući klub                      | Rezultat  |
| ------ | ------------------------- | ------------------ | ----------------------------------- | ----------------------------------- | --------- |
| 1928.  | 1. krug (četvrtzavršnica) | 26. kolovoza 1928. | 1. hrvatski građanski športski klub | SK Viktoria Žižkov (Čehoslovačka)   | 3:2       |
| 1928.  | 1. krug (četvrtzavršnica) | 2. rujna 1928.     | SK Viktoria Žižkov (Čehoslovačka)   | 1. hrvatski građanski športski klub | 6:1       |
| 1937.  | 1. krug (četvrtzavršnica) | 13. lipnja 1937.   | AC Genova 1893 (Italija)            | 1. hrvatski građanski športski klub | 3:1       |
| 1937.  | 1. krug (četvrtzavršnica) | 13. lipnja 1937.   | 1. hrvatski građanski športski klub | AC Genova 1893 (Italija)            | 0:3       |
| 1940.  | 1. krug (četvrtzavršnica) | 19. lipnja 1940.   | 1. hrvatski građanski športski klub | Újpest FC (Mađarska)                | 4:0       |
| 1940.  | 1. krug (četvrtzavršnica) | 22. lipnja 1940.   | Újpest FC (Mađarska)                | 1. hrvatski građanski športski klub | 0:1       |
| 1940.  | 2. krug (poluzavršnica)   | 30. lipnja 1940.   | 1. hrvatski građanski športski klub | FC Rapid Bukurešt (Rumunjska)       | 0:0       |
| 1940.  | 2. krug (poluzavršnica)   | 7. srpnja 1940.    | FC Rapid Bukurešt (Rumunjska)       | 1. hrvatski građanski športski klub | 0:0       |
| 1940.  | 2. krug (poluzavršnica)   | * 10. srpnja 1940. | 1. hrvatski građanski športski klub | FC Rapid Bukurešt (Rumunjska)       | 1:1 (0:0) |

Napomena *: Utakmica odigrana u Subotici, a pobjednik je nakon produžetaka određen ždrijebom

## Citati
- “Građanski je silan, neslomljiv. Građanski je ideja. Građanski je klub koji bi se morao makar danas stvoriti, kad ne bi postojao. Građanski je potreban Zagrebu, jer on je pravi reprezentant hrvatskog športa. On je to bio nekada, on je to bio za najtežih vremena po hrvatski narod, on je to i danas. Građanski će to biti i u budućnosti…” - Emil Perška

## Poveznice
- GNK Dinamo Zagreb

## Vanjske poveznice
- Članak na Nogonetu opširan i izvrstan, bogat podatcima
- YouTube TV Kalendar: U Zagrebu je osnovan HŠK Građanski
- YouTube TV Kalendar: Građanski – Liverpool 5:1